# Radu Băldescu
Radu Băldescu, romunski general, * 16. oktober 1888, Olt, † 2. december 1953, Jilava.